# Rems (rzeka)
Rems – rzeka w Niemczech o długości 78 km, prawy dopływ Neckaru w Badenii-Wirtembergii. 
Źródła rzeki znajdują się koło Essingen, a okolicach Remseck am Neckar wpływa ona do rzeki Neckar.

## Literatura
- „TK25“: Topographische Karte 1:25.000 Baden-Württemberg Nord, im Einzelblattschnitt die Karten Nr. 7121 Stuttgart Nord, 7122 Winnenden, 7123 Schorndorf, 7124 Schwäbisch Gmünd Nord, 7125 Mögglingen, 7126 Aalen, 7223 Göppingen, 7224 Schwäbisch Gmünd Süd, 7225 Heubach, 7227 Oberkochen (für Tal und Einzugsgebiet noch weitere)